# Monia Chokri
Pour les articles homonymes, voir Chokri (homonymie).
Monia Chokri est une actrice et réalisatrice québécoise née le 27 juin 1982 à Québec.

## Biographie
Née le 27 juin 1982 à Québec et élevée par des parents militants communistes,, Monia Chokri suit jusqu'en 2005 une formation de comédienne au Conservatoire d'art dramatique de Montréal,.
En plus de jouer dans deux pièces de théâtre à Montréal, elle obtient des rôles différents dans les films présentés au Festival de Cannes par les cinéastes québécois Denys Arcand et Xavier Dolan. Elle débute ainsi au cinéma dans L'Âge des ténèbres, de Denys Arcand, sorti en 2007 et dans Les Amours imaginaires de Xavier Dolan. La qualité de son jeu a été soulignée par la critique, notamment par Les Inrockuptibles et Le Monde. En 2012, elle interprète Stéfanie dans Laurence Anyways de Xavier Dolan, ce qui lui vaut, en 2013, une nomination dans la catégorie meilleure actrice de soutien à la 15e soirée des Jutra. 
En 2013, elle scénarise et réalise son premier court-métrage : Quelqu'un d'extraordinaire. En plus d'être présenté dans plusieurs festivals à travers le monde, le film obtient près d'une quinzaine de prix dont celui du meilleur court international, Jury Jeunesse au 66e Festival international du film de Locarno et celui du meilleur court-métrage de fiction au 27e festival de South by Southwest. En 2014, Monia Chokri remporte le prix du meilleur court-métrage de fiction à la 16e soirée des Jutra.  
En 2019, elle remporte le Prix coup de cœur du jury de la section Un certain regard au Festival de Cannes 2019, pour son film La Femme de mon frère.
Son second long-métrage, Babysitter, est sélectionné dans la section Midnight du festival du film de Sundance en 2022.
Son troisième long-métrage Simple comme Sylvain est présenté en section Un Certain regard du 76è Festival de Cannes. Le film est également sélectionné en compétition lors du 37è Festival de Cabourg où il remporte le Grand Prix du jury, présidé par Katell Quillévéré, ainsi que le Prix du Jury Jeunesse. Il est enfin césarisé, en tant que meilleur film étranger?

## Filmographie

### Cinéma

#### Actrice

##### Longs métrages
- 2007 : L'Âge des ténèbres de Denys Arcand : Aziza
- 2008 : Frédérique au centre d'Anne Émond : Frédérique
- 2009 : Hier, demain, hier de Xavier Rondeau-Beauchesne : Maya
- 2010 : Les Amours imaginaires de Xavier Dolan : Marie
- 2012 : Laurence Anyways de Xavier Dolan : Stéfanie Belair
- 2013 : Gare du Nord de Claire Simon : Joan
- 2014 : Je suis à toi de David Lambert : Audrey
- 2015 : Endorphine d'André Turpin : mère de Simone
- 2015 : The Saver de Wiebke von Carolsfeld : Adorée
- 2016 : Réparer les vivants de Katell Quillévéré : Jeanne
- 2017 : Compte tes blessures de Morgan Simon : Julia
- 2017 : Les Affamés de Robin Aubert : Tania
- 2018 : Les Scènes fortuites de Guillaume Lambert : Josie [9]
- 2018 : Emma Peeters de Nicole Palo : Emma
- 2019 : Nous sommes Gold d'Éric Morin : Marianne St-Jean
- 2019 : On ment toujours à ceux qu'on aime de Sandrine Dumas : Jewell
- 2019 : Pauvre Georges ! de Claire Devers : Emma Maurin
- 2019 : Avant qu'on explose de Rémi St-Michel : la psy
- 2022 : Babysitter d'elle-même : Nadine
- 2022 : Falcon Lake de Charlotte Le Bon : Violette
- 2023 : Simple comme Sylvain d'elle-même : Françoise
- 2025 : Mercato de Tristan Séguéla : Lina Fedjari
- 2025 : Des preuves d'amour d'Alice Douard : Nadia
- 2025 : Love Me Tender d'Anna Cazenave Cambet : Sarah
- 2025 : Où vont les âmes de Brigitte Poupart : Ève
- 2025 : Les enfants vont bien de Nathan Ambrosioni : Nicole

##### Courts métrages
- 2009 : N.T.N.E. d'Étienne Gravrand : la femme
- 2011 : Plus rien ne vouloir d'Anne Émond : Luce
- 2013 : La Trilogie du canard de Stéphane Foenkinos : Sofia
- 2014 : Entre chien et loup de Daniel Isaiah Schachter : Sophie
- 2015 : Le Pédophile d'Ara Ball : Johanne
- 2015 : Puisqu'il le faut de Jean-Marc E. Roy]
- 2016 : Slurpee de Charles Grenier
- 2018 : L'Appartement de Justine Gauthier : Suzie
- 2019 : Jarvik d'Émilie Mannering : la mère
- 2021 : Résonance de Maxime-Claude L'Écuyer

#### Réalisatrice
- 2013 : Quelqu'un d'extraordinaire (court métrage)
- 2019 : La Femme de mon frère
- 2022 : Babysitter
- 2023 : Simple comme Sylvain

### Télévision
- 2011 : Mirador de Louis Choquette : Patricia, infirmière (série)
- 2012 : Les Rescapés : Tanya (série)
- 2012 : Clemenceau d'Olivier Guignard : Charlotte Beauséjour
- 2013 : Le Gentleman de Louis Choquette : Annick Morinville (série)
- 2014 : Mensonges de Sophie Lorain et Rafaël Ouellet : Fanny Caron (épisode 1 La Peau de l'ours)
- 2014-2015 : Nouvelle Adresse de Sophie Lorain et Rafaël Ouellet : Magali Lapointe (série)
- 2017 : Sur-Vie d'Yves Christian Fournier : Véronique Dufaux (mini-série)
- 2019 : Fragile, créée par Serge Boucher, de Claude Desrosiers : Camille (mini-série)

## Distinctions

### Récompenses
- César 2024 : Meilleur film étranger pour Simple comme Sylvain[3].
- 37e Festival du film romantique de Cabourg : Grand Prix du jury de la section longs-métrages et Prix du jury jeunesse pour Simple comme Sylvain[8]
- 76e Festival de Cannes : Sélection en compétition catégorie Un certain regard pour Simple comme Sylvain[2].